# Yulia MacLean
Yulia MacLean (n. Volgogrado; enero de 1986), nacida Yúliya Beredenko, posteriormente Yulia Townsend, y a menudo simplemente Yulia como nombre artístico, es una cantante de fusión de música clásica neozelandesa nacida en Rusia. Su primer álbum en solitario, titulado Into the West acreditó un disco de platino en su primera semana de ventas en Nueva Zelanda. Ganó dos New Zealand Music Awards: «mejor artista femenina en solitario» y «álbum más vendido en Nueva Zelanda para artistas de menos de 42». Ha protagonizado junto a Amici Forever y Russell Watson dos giras en Tokio que agotaron sus localidades. Los álbumes de Yulia Into the West y Montage contienen tres pistas que han llegado al top 40 de radio en Nueva Zelanda: «Into the West», «Angel» y «We're All Alone». Yulia fue la primera vocalista solista femenina de Nueva Zelanda en tener dos álbumes número uno.
La voz de Yulia ha sido descrita como la de «una voz de contralto adorable, con una madurez maravillosa y dulces tonos»; aunque su voz también podría ser considerada como de mezzosoprano, según afirma la misma artista. Canta de forma fluida en ruso, inglés (aunque con un perceptible acento ruso, pues aprendió ese idioma a los dieciséis años), francés, italiano, español y maorí.

## Biografía

### Primeros años
Yúliya Beredenko nació y creció en Volgogrado (Rusia). Afrontó una infancia muy dura, pues fue mantenida por su madre sola desde los cinco años de edad: su padre era violento, y su madre se fue de casa con la pequeña Yúliya cuando él las amenazó con un hacha. Yulia no ha tenido más contacto con su padre hasta la fecha. La abuela de Yúliya le inculcó la afición a la música durante las visitas que la niña le hacía a su casa de las afueras de Moscú; el sueño de la abuela había sido convertirse en cantante de ópera, y llegó a tomar clases, pero el matrimonio y la maternidad se lo impidieron.
En 2002 las dos dejaron Rusia y partieron hacia Nueva Zelanda en busca de una vida mejor, en compañía de Bill Townsend un novio neozelandés que Yúliya ayudó a su madre a encontrar por internet, y cuyo apellido británico adoptó, pasando a llamarse Yulia Townsend. En sus dos primeros años en Nueva Zelanda, Yulia aprendió a hablar inglés, acabó sus estudios en el instituto Cashmere de Christchurch y firmó un contrato de grabación con Sony Music New Zealand.

### Carrera musical con Sony
Yulia fue descubierta en la televisión regional, cuando actuó como tema del último minuto de un espacio de diez en Good Living With Kerry Pierson, un programa de la emisora local de Christchurch de la cadena CTV. En ese momento, Yulia se ganaba la vida como cajera en un supermercado. Su primera actuación ante una cantidad apreciable de público fue en el concierto Russell Watson en Tokio (Japón), en el que recibió una cerrada ovación.
Lanzó su álbum de debut, Into the West, en 2004 y fue un gran éxito comercial, llegando al número uno en la tabla de ventas de Nueva Zelanda, donde permaneció cuatro semanas consecutivas, y logrando cuatro discos de platino, el primero de ellos en la primera semana de ventas. Además, del álbum se extrajeron dos sencillos de éxito: «Into the West» (versionando a Annie Lennox) y «Angel» (original de Sarah McLachlan).
Dos años más tarde, Yulia publicó su segundo álbum, Montage, que también llegó a la cima de las tablas y logró dos discos de platino. De él se extrajo su canción de mayor éxito, «We're All Alone» (lanzada a la fama por Rita Coolidge en los años 1970). Poco tiempo después del lanzamiento de Montage, Yulia dejó Sony. Tras quedar desilusionada con la industria musical, Yulia decidió cambiar de oficio y hacerse auxiliar de vuelo.

### Vida y carrera con Glyn MacLean
En 2007 conoció a Glyn MacLean, director y propietario de Oikos Music Group. MacLean la animó para que continuase con su carrera musical y firmó con Yulia un acuerdo de management y publicidad. Además de sus tratos profesionales, Yulia y Glyn se hicieron pareja, y se casaron en febrero de 2008, invitando a sus expensas a su boda a 168 fans. Además, el matrimonio MacLean ha llegado a actuar como dúo pop, con el nombre artístico de «MacLeaNZ».
En 2008, Yulia MacLean fue parte de un escándalo en Internet. Unos adolescentes postearon en varios foros neozelandeses comentarios difamatorios sobre ella, que incluían su auténtica dirección e incitaban a otros miembros del foro a que fueran y la violaran. MacLean respondió a los ataques iniciando acciones legales. La cuestión fue creciendo y saltó a las noticias nacionales.
Durante 2009 Yulia estuvo tomando clases de canto con el profesor de música clásica Valeriy Maksymov, y fue aceptada para un papel en la Ópera de Nueva Zelanda, que finalmente rechazó. En 2010 Yulia grabó, con producción propia, cuatro actuaciones en directo, que se presentan como discos en edición limitada: Live at Mills Reef, Live at Mill Bay Haven, Enchanted Song y Live at Ascension Wine Estate.
También en 2010, Yulia ganó el Gran Premio de la European Song Competition en Riga (Letonia), representando oficialmente a Nueva Zelanda, y el premio nacional al mejor espectáculo a escala nacional en la Corporate Events Guide de 2010 de los People's Choice Awards. Mientras estaba en Londres en noviembre de 2010, Yulia «despachó» con el productor Craig Leon. Leon, que ha trabajado con multitud de artistas como Blondie, The Bangles, The Ramones o más tarde con Luciano Pavarotti y Sting, había oído la música de Yulia por internet y le pidió una cita. Yulia firmó un contrato de producción musical con Leon ese mismo noviembre y actualmente trabaja en la preproducción de un tercer álbum de estudio, que se grabará en Londres.
En marzo de 2011 el matrimonio MacLean anunció que Yulia estaba embarazada de su primer hijo, que nacería esa misma primavera.

## Discografía

### Álbumes
- 2004: Into the West, número 1 en Nueva Zelanda, cuatro discos de platino, más de 60.000 copias vendidas;
  - Into the West Special Christmas Edition;
- 2006: Montage, número 1 en Nueva Zelanda, dos discos de platino, más de 30.000 copias vendidas.

### Conciertos
Serie de conciertos de 2010, coleccionables en edición limitada:
- Live at Mills Reef;
- Live at Mill Bay Haven;
- Enchanted Song;
- Live at Ascension Wine Estate.